# Навігатори Дюни
«Навігатори Дюни» (англ. Navigators of Dune) — науково-фантастичний роман Брайана Герберта та Кевіна Дж. Андерсона 2016 року, дія якого відбувається у всесвіті Дюни, створеному Френком Гербертом. Це третя книга їхньої трилогії-приквелу «Великі школи Дюни», яка є продовженням трилогії «Легенди Дюни». Дія роману відбувається майже через століття після подій роману «Дюна: Битва біля Корріно», за 10 000 років до подій до класичної «Дюни» Френка Герберта, та продовжує хроніку зародження шкіл Бене Ґессерит, Ментат і Сук, а також Космічної Гільдії, яким загрожують незалежні антитехнологічні сили, що набирають силу після Батлеріанського джихаду.

## Сюжет
Продовжується боротьба за владу між імператором Родеріком Корріно та амбітним Джозефом Венпортом, який прагне зберегти контроль над життєво важливою торгівлею і навігаторами. Поки Родерік готує військовий удар проти Венпорта, щоб повернути собі владу і помститися за вбивство брата, Венпорт укріплює свою оборону на Колхарі, покладаючись на своїх навігаторів і передові технології.
Анарі Айдахо відчайдушно намагається врятувати Менфорда від навали кімеків, які безжально руйнують його дім і вбивають захисників. Попри власні страхи та переважну силу машин, Анарі вдається сховати Менфорда, ставлячи його безпеку вище за власне життя. Тим часом політичний ландшафт змінюється: Джозеф Венпорт консолідує владу і налагоджує складні стосунки з імператором та Сестринством, а невдалий удар генерала Руна по військах Венпорта призводить до катастрофічної поразки.

## Історія створення
Трилогія «Великі школи Дюни», вперше згадана Андерсоном у блозі 2010 року, розповідає про перші роки існування цих організацій, які посідають чільне місце в оригінальних романах про Дюну.
В інтерв'ю 2009 року Андерсон заявив, що третій і останній роман називатиметься «Майстри мечів Дюни», але до 2014 року він був перейменований на «Навігатори Дюни». 27 липня 2015 року Андерсон показав обкладинку «Навігаторів Дюни» у Твіттер і зазначив, що роман вийде у 2016 році. 13 вересня 2016 року роман був опублікований.
Оповідання-приквел під назвою «Дюна: Червона чума» була опублікована на Tor.com 1 листопада 2016 року.